# NGC 5279
NGC 5279 (również PGC 48482 lub UGC 8678) – galaktyka spiralna z poprzeczką (SBa/P), znajdująca się w gwiazdozbiorze Wielkiej Niedźwiedzicy. Odkrył ją John Herschel 4 maja 1831 roku. Oddziałuje grawitacyjnie z sąsiednią NGC 5278, obie te galaktyki zostały skatalogowane jako Arp 239 w Atlasie Osobliwych Galaktyk Haltona Arpa.